# Lâm Thanh Tuệ
Lỗi biểu thức: Dư toán tử <
Lâm Thanh Tuệ (林青慧, Lín Qīnghuì, sinh ngày 5 tháng 4 năm 1979) hay Selena Lâm là một nữ họa sĩ truyện tranh Trung Hoa của Trung Hoa Dân Quốc (Đài Loan). Cô nổi tiếng với một số truyện tranh dành cho thiếu nữ với nét vẽ cổ điển mang tính thẩm mỹ cao và cốt truyện mạch lạc. Một số truyện tranh nổi bật của cô như Viên kẹo bọc đường, Vầng trăng và Ước hẹn giày thủy tinh.

## Tiểu sử và sự nghiệp
Lâm Thanh Tuệ sinh ngày 5 tháng 4 năm 1979 tại Thành phố Đài Bắc. Cô sớm gặt hái thành công đầu tiên vào lúc mới 16 tuổi (1995) với giải thưởng Công chúa Truyện tranh lần thứ ba với tác phẩm "Hoa rơi ngoài song cửa sổ". Năm 1997 những truyện ngắn đầu tay của cô được đăng trong tuyển tập "Nhật ký ngọt ngào" (甜蜜戀日記, Điềm mật luyến nhật ký). Năm 1999 cô bắt đầu sáng tác loạt truyện nhiều tập "Ước hẹn giày thủy tinh" (玻璃鞋之約, Pha lê hài chi ước). Cùng năm đó, tác phẩm "Cô gái gặp nạn triền miên" (難纏俏姑娘, Nạn triền tiểu cô nương) được đăng trên tạp chí "Công chúa" số 10 và đơn hành bản tập 1 của "Ước hẹn giày thủy tinh" đã được xuất bản bởi Nhà xuất bản Đại Lục.
Tháng 1 năm 2000, tác phẩm "Quả khế ngọt ngào" (星星水果糖, Tinh tinh thủy quả đường) ra mắt độc giả và được ấn bản bởi Nhà xuất bản Đại Lục. Sau đó, bộ truyện được Nhà xuất bản Tiêm Đoan đổi lại thành "Chiếc bánh vòng ngọt ngào" (糖罐裡的甜甜圈, Đường quán lý đích điềm điềm khuyên). Cùng tháng, tập 2 đơn hành bản của "Ước hẹn giày thủy tinh" được ấn hành bởi Nhà xuất bản Đại lục. Đến tháng 8 cùng năm, cô cho ra lò tác phẩm "Khuông nhạc búp bê" (娃娃五線譜, Oa oa ngũ tuyến phổ). Tháng 11 năm 2000 tập 3 của "Ước hẹn giày thủy tinh" được Nhà xuất bản Đại lục ấn hành. Cùng tháng, cô được bầu chọn là một trong mười họa sĩ truyện tranh được yêu thích nhất của Đài Loan.
Tháng 3 năm 2004, Lâm Thanh Tuệ cho ra lò tác phẩm "Vầng trăng" (焚月, Hỏa nguyệt). Tháng 4 cùng năm tác giả lại cho ra lò tác phẩm Vương miện tình yêu (花縴, Hoa khiên).
Tháng 1 năm 2008, tác phẩm (星之衣羽之紗, Tinh y chí vũ tinh sa) ra mắt độc giả. Đến tháng 8 năm 2009, cô có một bài phát biểu trên nguyệt san "Công chúa dã man" và "Tài nữ bất toàn".

## Tác phẩm

### Truyện dài
- Vầng trăng (焚月, Hỏa nguyệt), 5 tập
- Vương miện tình yêu (花縴, Hoa khiên), 2 tập
- Chiếc bánh vòng ngọt ngào (糖罐裡的甜甜圈, Đường quán lý đích điềm điềm khuyên), 2 tập
- Ước hẹn giày thủy tinh (玻璃鞋之約, Pha lê hài chi ước), 2 tập
- Khuông nhạc búp bê (娃娃五線譜, Oa oa ngũ tuyến phổ)
- Công chúa búp bê (白夜夢幻曲, Bạch dạ mộng ảo khúc), 3 tập
- Cô gái gặp nạn triền miên (難纏俏姑娘, Nạn triền tiểu cô nương), 1 tập
- Tinh y chí vũ tinh sa (星之衣羽之紗), 5 tập

### Truyện ngắn
- Hoa rơi ngoài song cửa sổ (窗外花落影, Song ngoại hoa lạc ảnh)
- Tuyển tập truyện ngắn "Nhật ký ngọt ngào" (甜蜜戀日記, Điềm mật luyến nhật ký)
- Peter Pan của tôi
- Ly xôđa táo xanh - nằm cùng với truyện dài Công chúa búp bê
- Quả bóng tuyết kỳ dị (奇異果雪泡, Kỳ dị quả bào tuyết) - nằm cùng với truyện dài Công chúa búp bê